# دیو موریس
دیو موریس (به انگلیسی: Dave Morris) (زاده ۷ ژوئیه ۱۸۸۴ - درگذشت ۲۷ نوامبر ۱۹۵۵) بازیگر فیلم‌های آمریکایی در دوران سینمای صامت بود.
او در بین سال‌های ۱۹۱۲ تا ۱۹۴۹، در ۱۸۳ فیلم ظاهر شد.
موریس در شیکاگو، ایلینوی متولد شد و در لس آنجلس، کالیفرنیا درگذشت.

## بخشی از فیلمشناسی
بازیگر
- سیاه و سفید (فیلم ۱۹۱۳) (۱۹۱۳)
- تانگو تانگل (۱۹۱۴)
- کله‌پوک‌های قاتی‌پاتی (۱۹۲۲)
- جونو و پایکوک (فیلم) (۱۹۳۰)
- مرداب (۱۹۴۱)